# Pobladura del Valle (kommunhuvudort)
Pobladura del Valle är en kommunhuvudort i Spanien.   Den ligger i provinsen Provincia de Zamora och regionen Kastilien och Leon, i den nordvästra delen av landet, 250 km nordväst om huvudstaden Madrid. Pobladura del Valle ligger 734 meter över havet och antalet invånare är 339.
Terrängen runt Pobladura del Valle är platt. Runt Pobladura del Valle är det ganska glesbefolkat, med 34 invånare per kvadratkilometer. Närmaste större samhälle är Benavente, 12,0 km söder om Pobladura del Valle. Trakten runt Pobladura del Valle består till största delen av jordbruksmark.